# Pielaszkowice
Pielaszkowice – wieś w Polsce położona w województwie dolnośląskim, w powiecie średzkim, w gminie Udanin.

## Podział administracyjny
W latach 1975–1998 miejscowość administracyjnie należała do województwa legnickiego.

## Zabytki
Do wojewódzkiego rejestru zabytków wpisane są:
- cmentarz ewangelicki, z XVI w.
- zespół pałacowy:
  - pałac w ruinie, z 1570 r., przebudowany w pierwszej połowie XVIII w.
  - oficyna mieszkalna, z połowy XVIII w.
  - oficyna mieszkalno-gospodarcza, z drugiej połowy XIX w.
  - altana, drewniana, z drugiej połowy XIX w.
  - spichrz, z początku XX w.
  - park ze stawami hodowlanymi, z trzeciej ćwierci XVIII w., zmiany drugiej połowie XIX w.